# Susceptibilité magnétique
 (août 2012).
Si vous disposez d'ouvrages ou d'articles de référence ou si vous connaissez des sites web de qualité traitant du thème abordé ici, merci de compléter l'article en donnant les références utiles à sa vérifiabilité et en les liant à la section « Notes et références ».
La susceptibilité magnétique désigne une propriété d'un matériau qui caractérise la faculté de celui-ci à s'aimanter sous l'effet d'une excitation magnétique,, émise par un champ magnétique. 
C'est une grandeur sans dimension qu'on note en général par le symbole {\displaystyle \chi _{\mathrm {m} }}, ou simplement {\displaystyle \chi } s'il n'y a pas d'ambiguïté avec la susceptibilité électrique dans le texte.

## Définitions
Tout matériau est composé au niveau microscopique d'atomes liés ensemble, chacun de ces atomes pouvant être vu comme un aimant élémentaire si l'on ne s'intéresse qu'aux propriétés magnétiques. Lorsqu'un matériau est soumis à un champ magnétique extérieur, sa structure microscopique interagit avec ce champ qui pénètre le matériau. Chacun des aimants élémentaires peut avoir tendance à s'aligner avec ce champ ou bien à lui résister, la réponse dépendant au niveau microscopique de la nature des atomes et des forces de liaisons qui les lient. La susceptibilité magnétique {\displaystyle \chi _{\mathrm {m} }} peut être alors vue comme le « degré de réponse » du matériau au champ magnétique appliqué.
La susceptibilité magnétique {\displaystyle \chi _{\mathrm {m} }} permet alors de donner une indication sur le comportement magnétique du corps étudié.
- Si elle est positive et forte (de l'ordre de 104 ou au-delà), le corps est dit ferromagnétique. Les forces de liaisons sont fortes et renforcent la tendance des atomes à s'aligner avec le champ d'excitation. Si le matériau est vierge au départ de toute aimantation permanente, on observe une forte susceptibilité magnétique. Exemples : le Permalloy, le fer.
- Si elle est positive mais faible (généralement comprise entre 10-6 et 10-3), on parle plutôt d'un comportement paramagnétique, soit ferrimagnétique, soit encore antiferromagnétique[4]. Les forces de liaisons sont faibles et les atomes ont tendance à s'aligner avec le champ appliqué. Exemples : l'aluminium, le tungstène.
- Si elle est nulle, le corps étudié est le vide par définition.
- Si elle est négative et faible (généralement de l'ordre de -10-5), le corps est dit diamagnétique. 
  - Les forces de liaisons entre atomes sont faibles et les atomes ont tendance individuellement à s'aligner à l'opposé du champ d'excitation. Exemples : l'eau, le cuivre.
- Si elle est égale à -1, le corps est diamagnétique parfait, qu'on appelle alors supraconducteur. Les forces de liaisons sont fortes et renforcent la tendance des atomes à résister au champ appliqué. Cette propriété dite de supraconductivité (effet Meissner) n'est pour le moment obtenue qu'en laboratoire à basse température ou sous haute pression. Exemples : les YBCO, le mercure au-dessous de 4,2K kelvins.

Orientation des moments magnétiques dans les matériaux
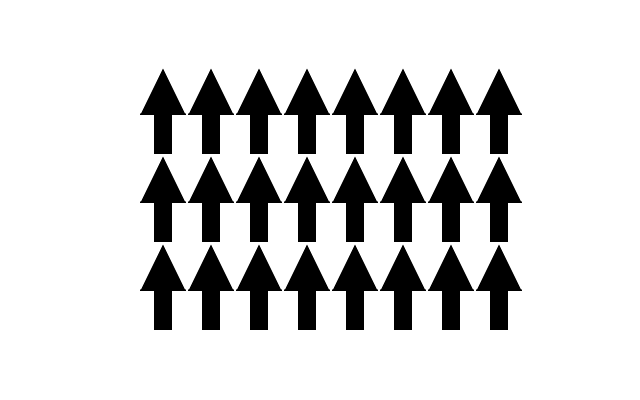
Ferromagnétisme : Les moments magnétiques dans un matériau ferromagnétique sont ordonnés et de même ordre de grandeur, en l’absence d’un champ magnétique extérieur.
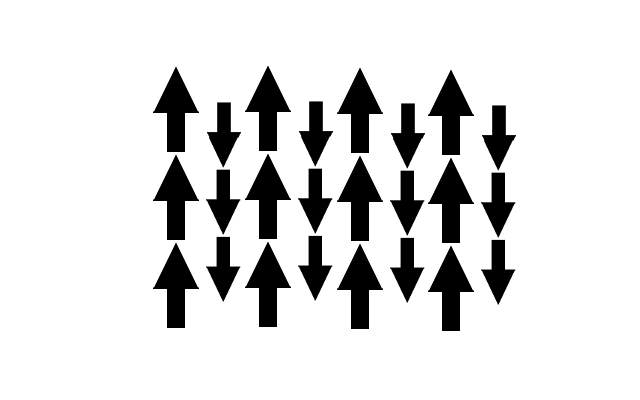
Ferrimagnétisme: Les moments magnétiques dans un matériau ferrimagnétique sont alignés de manière opposée avec des ordres de grandeurs différents dus à leur constitution, en l’absence d’un champ magnétique extérieur.
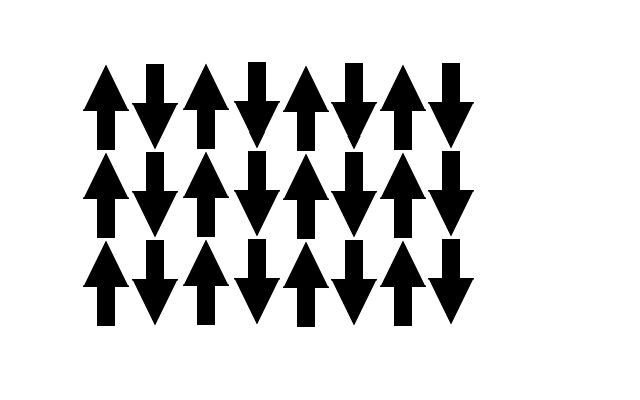
Antiferromagnétisme: Les moments magnétiques dans un matériau antiferromagnétique sont alignés et opposés avec les mêmes normes, en l’absence d’un champ magnétique extérieur.
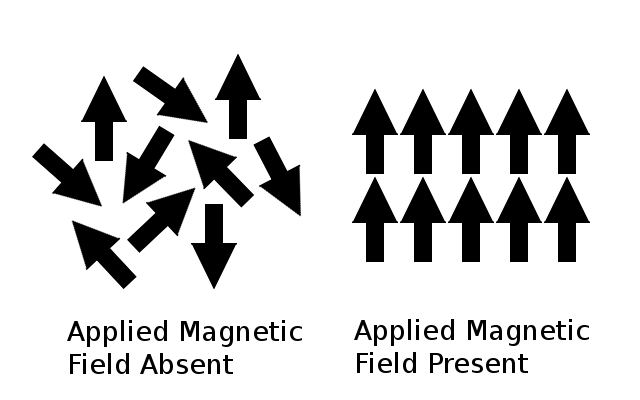
Paramagnétisme: Les moments magnétiques dans un matériau paramagnétique sont désordonnés en l’absence d’un champ magnétique externe, et ordonnés en présence d’un champ magnétique extérieur.

## Cas dans un matériau isotrope
Tout matériau, s'il peut être vu comme un milieu continu et homogène, possède un champ magnétique homogène et vectoriel que l'on écrit sous la forme :
{\displaystyle {\vec {B}}=\mu _{0}\left({\vec {H}}+{\vec {M}}\right)}
où {\displaystyle {\vec {B}},{\vec {H}},{\vec {M}}} représentent des champs vectoriels dont les normes sont respectivement :
- B pour le champ total à l'intérieur du matériau, il est appelé induction magnétique et s'exprime en tesla (T).

- H pour le champ magnétique appliqué ou extérieur, encore appelé excitation magnétique, c'est-à-dire le champ qu'il y a en l'absence du matériau. Il est exprimé en ampères par mètre (A/m).
- M pour la réponse magnétique du matériau lorsque ce dernier est mis en présence de H, cette réponse est appelée « aimantation » et est aussi exprimée en ampères par mètre (A/m),

et {\displaystyle \mu _{0}} est la perméabilité du vide, constante physique égale à 4π × 10−7 Tesla mètres par ampères (T m/A), également et plus souvent exprimée en Henry par mètre (H m−1). Elle peut être vue comme le facteur de conversion de H+M en B qui n'ont pas les mêmes unités de mesure.
Pour faire simple, considérons une seule direction des champs ou alors un cas isotrope où toutes les valeurs sont les mêmes quelle que soit la direction. Dans ce cas, on peut remplacer les grandeurs vectorielles par leur norme. Si on part d'un champ appliqué H faible, on peut exprimer M comme le début d'un développement limité à l'ordre 1 (les termes non linéaires sont alors négligeables) :
{\displaystyle M(H)=M(0)+{\frac {\partial M}{\partial H}}(0)*H} que l'on peut abréger en
{\displaystyle M=M_{0}+{\frac {\partial M}{\partial H}}*H}
{\displaystyle M=M_{0}+\chi _{m}H}
où :
- {\displaystyle M_{0}} désigne l'aimantation permanente du matériau, c'est-à-dire le champ généré par le matériau lui-même même en l'absence de tout champ extérieur H. Cette propriété ne se rencontre que dans les ferromagnétiques et certains supraconducteurs.
- {\displaystyle \chi _{m}} désigne la susceptibilité magnétique, définie[5] comme étant {\displaystyle \chi _{\mathrm {m} }={\frac {\partial M}{\partial H}}}. Cette grandeur χm est une grandeur sans dimension, elle ne reflète que le taux de variation de M par rapport à H autour de H = 0.

Si l'aimantation permanente du matériau est nulle ({\displaystyle M_{0}=0}), et que les valeurs de M et H sont mesurées assez proches de 0 pour que le développement limité d'ordre 1 soit valide, alors M devient une fonction linéaire de H et la susceptibilité magnétique χm du milieu ou du matériau considéré est un coefficient de proportionnalité :
{\displaystyle \chi _{\mathrm {m} }={\frac {M}{H}}}
Cette formule approchée est couramment utilisée dans le cas des milieux diamagnétiques et paramagnétiques, et des milieux ferromagnétiques pour des valeurs de champ appliqué H loin au-dessous du niveau de saturation. 
En outre, cette approximation permet de grandement simplifier la formule de départ :
{\displaystyle {\vec {B}}=\mu _{0}\left({\vec {H}}+{\vec {M}}\right)}
On obtient alors :
{\displaystyle {\vec {B}}=\mu _{0}\left({\vec {H}}+\chi _{\mathrm {m} }{\vec {H}}\right)}
{\displaystyle {\vec {B}}=\mu _{0}(1+\chi _{\mathrm {m} }){\vec {H}}}
En posant {\displaystyle \mu _{\mathrm {r} }=1+\chi _{\mathrm {m} }}, où {\displaystyle \mu _{\mathrm {r} }} est nommée la « perméabilité magnétique relative » du matériau, on obtient la formule simple :
{\displaystyle {\vec {B}}=\mu _{0}\mu _{\mathrm {r} }{\vec {H}}}
{\displaystyle {\vec {B}}=\mu {\vec {H}}}
où {\displaystyle \mu =\mu _{0}\mu _{\mathrm {r} }=\mu _{0}(1+\chi _{\mathrm {m} })} est la « perméabilité magnétique absolue » du matériau. 
La formule {\displaystyle {\vec {B}}=\mu {\vec {H}}} est largement utilisée mais n'est pas universelle, et n'est valide que sous l'hypothèse d'un milieu linéaire, homogène et isotrope. Par exemple, dans le cas d'un milieu non linéaire, apparaissent les phénomènes d'hystérésis et la relation {\displaystyle \chi _{\mathrm {m} }=M/H} n'y est valide qu'autour du point 0, là où l'hypothèse de linéarité du milieu est une approximation raisonnable. Dans le cas d'un matériau non isotrope, {\displaystyle \chi _{\mathrm {m} }} n'est plus un nombre et doit être remplacé par une matrice 3 × 3. Dans le cas d'un matériau inhomogène, le simple produit {\displaystyle \chi _{\mathrm {m} }*{\vec {H}}} doit être remplacé par un produit de convolution spatial, {\displaystyle \chi _{\mathrm {m} }} n'étant plus un simple nombre mais une fonction {\displaystyle \chi _{\mathrm {m} }({\vec {r}})} dépendant de la position d'espace {\displaystyle {\vec {r}}} à l'intérieur du matériau.

### Susceptibilité massique et susceptibilité molaire
En dehors de la susceptibilité volumique définie ci-dessus (grandeur sans dimension), il y a deux autres mesures de la susceptibilité, la susceptibilité magnétique massique (χρ) d'unité m3/kg et la susceptibilité magnétique molaire (χm) d'unité m3/mol, qui sont définies ci-dessous, où  ρ est la masse volumique d'unité kg/m3 et M est la masse molaire d'unité kg/mol :
{\displaystyle {\begin{aligned}\chi _{\rho }&={\frac {\chi _{\text{v}}}{\rho }};\\\chi _{\text{m}}&=M\chi _{\rho }={\frac {M}{\rho }}\chi _{\text{v}}.\end{aligned}}}

## Influence de la température
La susceptibilité magnétique est généralement très sensible à la température.

### Corps diamagnétiques
Dans un corps diamagnétique au repos, les moments magnétiques ont des directions aléatoires qui se compensent : il n'y a pas d'aimantation. En présence d'un champ magnétique externe, un effet quantique — assimilable à une induction électromagnétique — induit une aimantation de sens opposé à ce champ magnétique externe, ce qui correspond à une susceptibilité magnétique négative. Cet effet se produit dans tous les matériaux, mais dans les matériaux autres que diamagnétiques il est camouflé par les autres effets, d'intensité beaucoup plus grande (paramagnétisme, ferromagnétisme, etc.)
La susceptibilité magnétique des corps diamagnétiques dépend très peu de la température.

### Corps paramagnétiques

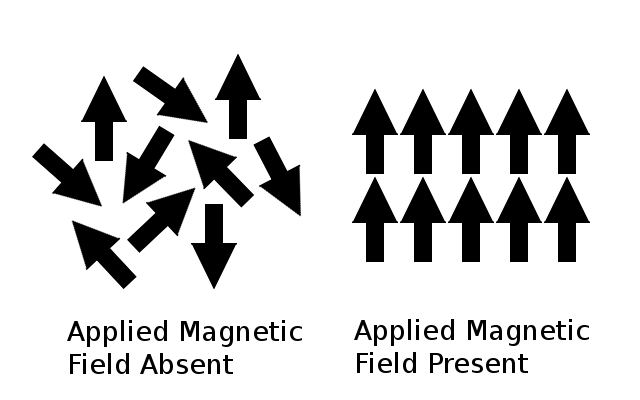
Représentation des moments magnétiques dans un corps paramagnétique; en absence ou présence d'un champ magnétique externe.

Dans un corps paramagnétique au repos, les moments magnétiques ont des directions aléatoires qui se compensent : il n'y a pas d'aimantation. En appliquant une excitation externe, ils vont s'aligner avec celle-ci. Il faudra cependant un champ externe plus intense que dans le cas d'un corps ferromagnétique car il faut suffisamment d'énergie pour forcer les moments magnétiques à s'aligner et à rester dans la même direction.  
Tout comme dans les corps ferromagnétiques, une agitation thermique trop importante empêche les moments magnétiques de s'aligner avec l'excitation externe. Un corps paramagnétique obéit à une loi de Curie : la susceptibilité magnétique est proportionnelle à l'inverse de la température.

### Corps ferromagnétiques

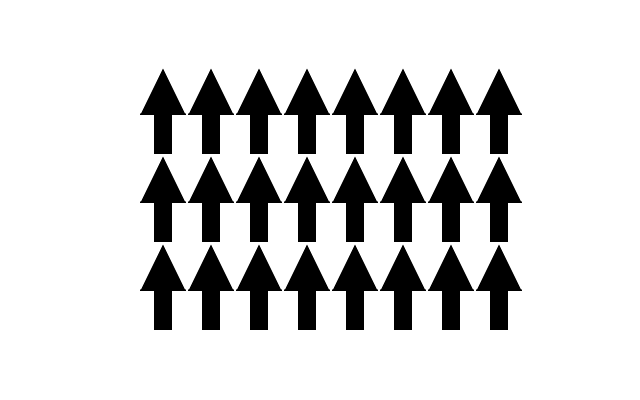
Représentation des moments magnétiques dans un corps ferromagnétique.

Dans un corps ferromagnétique au repos, les moments magnétiques des atomes sont tous alignés dans une direction quelconque (ce qui entraîne une aimantation spontanée). Ils interagissent les uns les autres de façon à conserver cette orientation. En appliquant une excitation magnétique externe, les moments magnétiques vont pivoter pour suivre la direction de l'excitation. 
En chauffant un corps ferromagnétique, l'ordre qui régnait dans les moments magnétiques est perturbé : l'agitation thermique empêche les moments de s'aligner (que ce soit spontanément ou avec l'excitation externe), ce qui diminue la susceptibilité magnétique. À partir d'une certaine température (température de Curie), les moments magnétiques sont tellement agités qu'il n'y a plus de direction préférentielle donc plus d'aimantation : le corps acquiert un comportement paramagnétique. Le corps suit alors une loi de Curie : la susceptibilité est proportionnelle à l'inverse de la température.

### Corps ferrimagnétiques ou antiferromagnétiques

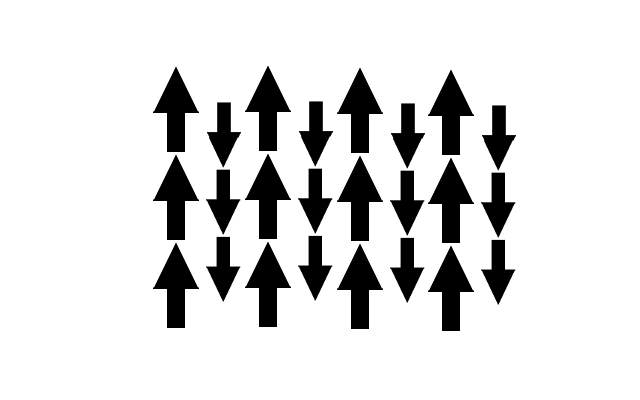
Représentation des moments magnétiques dans un corps ferrimagnétique.

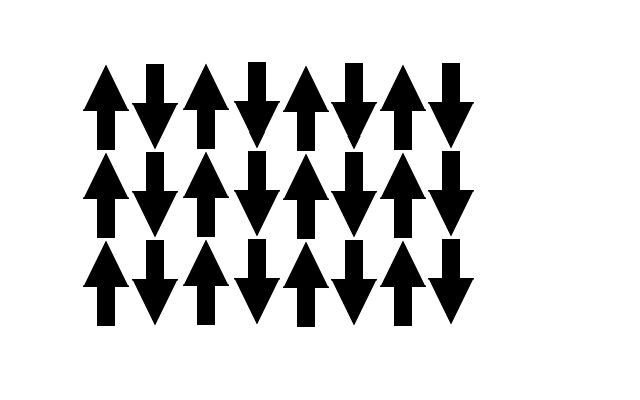
Représentation des moments magnétiques dans un corps antiferromagnétique.

La susceptibilité des corps ferrimagnétiques et antiferromagnétiques est généralement plus faible que celle des corps paramagnétiques. En effet, en plus d'imposer une direction, l'excitation externe doit être suffisante pour briser l'ordre antiparallèle des moments magnétiques.

Bien que sa susceptibilité magnétique initiale soit bien inférieure, un corps ferrimagnétique se comporte de manière semblable à un corps ferromagnétique. En le chauffant, l'ordre qui régnait dans les moments magnétiques est perturbé : l'agitation thermique empêche les moments de s'aligner (que ce soit spontanément ou avec l'excitation externe), ce qui diminue la susceptibilité magnétique. À partir d'une certaine température (température de Curie), les moments magnétiques sont tellement agités qu'il n'y a plus de direction préférentielle donc plus d'aimantation : le corps acquiert un comportement paramagnétique. Le corps suit alors une loi de Curie : la susceptibilité est proportionnelle à l'inverse de la température.
 

Un corps antiferromagnétique réagit à la température en deux temps. Une augmentation de l'agitation thermique aide à briser l'ordre antiparallèle, ce qui augmente la susceptibilité magnétique. Elle continue d'augmenter jusqu'à atteindre la température de Néel (équivalent de la température de Curie). Quand cette température critique est atteinte, les moments magnétiques sont complètement désordonnés, le corps devient paramagnétique. Au-delà de la température de Néel, la susceptibilité magnétique va se mettre à diminuer en suivant la relation suivante : 

## Mesure de la susceptibilité magnétique

### Avec un magnétomètre
Cette technique se base sur l'équation suivante :
{\displaystyle \chi _{\mathrm {m} }={\frac {M}{H}}}
On applique sur un échantillon à étudier une excitation externe connue {\displaystyle {\vec {H}}}, et on mesure l'aimantation {\displaystyle {\vec {M}}} à l'aide du magnétomètre. On en déduit alors la susceptibilité magnétique χm. Cette relation n'est plus valable si H est trop grand : l'aimantation M du matériau va saturer et devenir constante.

## Exemples de matériaux
| Matériau | χm         | Tc       |
| -------- | ---------- | -------- |
| Bi       | -16,9×10-5 |          |
| C        | -2,1×10-5  |          |
| eau      | -1,2×10-5  |          |
| Cu       | -1,0×10-5  |          |
| vide     | 0          |          |
| O2       | 0,19×10-5  |          |
| Al       | 2,2×10-5   |          |
| Co       | 70         | 1 131 °C |
| Ni       | 110        | 372 °C   |
| Fe       | 200000     | 774 °C   |